# Австро-венгерские военнопленные в Японии
Австро-венгерские военнопленные в Японии — военнослужащие Австро-Венгерской империи, взятые в плен японскими войсками во время Первой мировой войны и содержавшиеся на территории Японии. Все они были взяты в плен во время Осады Циндао в 1914 году, и включали в себя экипаж SMS Kaiserin Elisabeth, а также других добровольцев австро-венгров, присоединившихся к обороне немецкой территории. В 1919—1921 годах были репатриированы на территорию их уже развалившейся родины.

## Предыстория

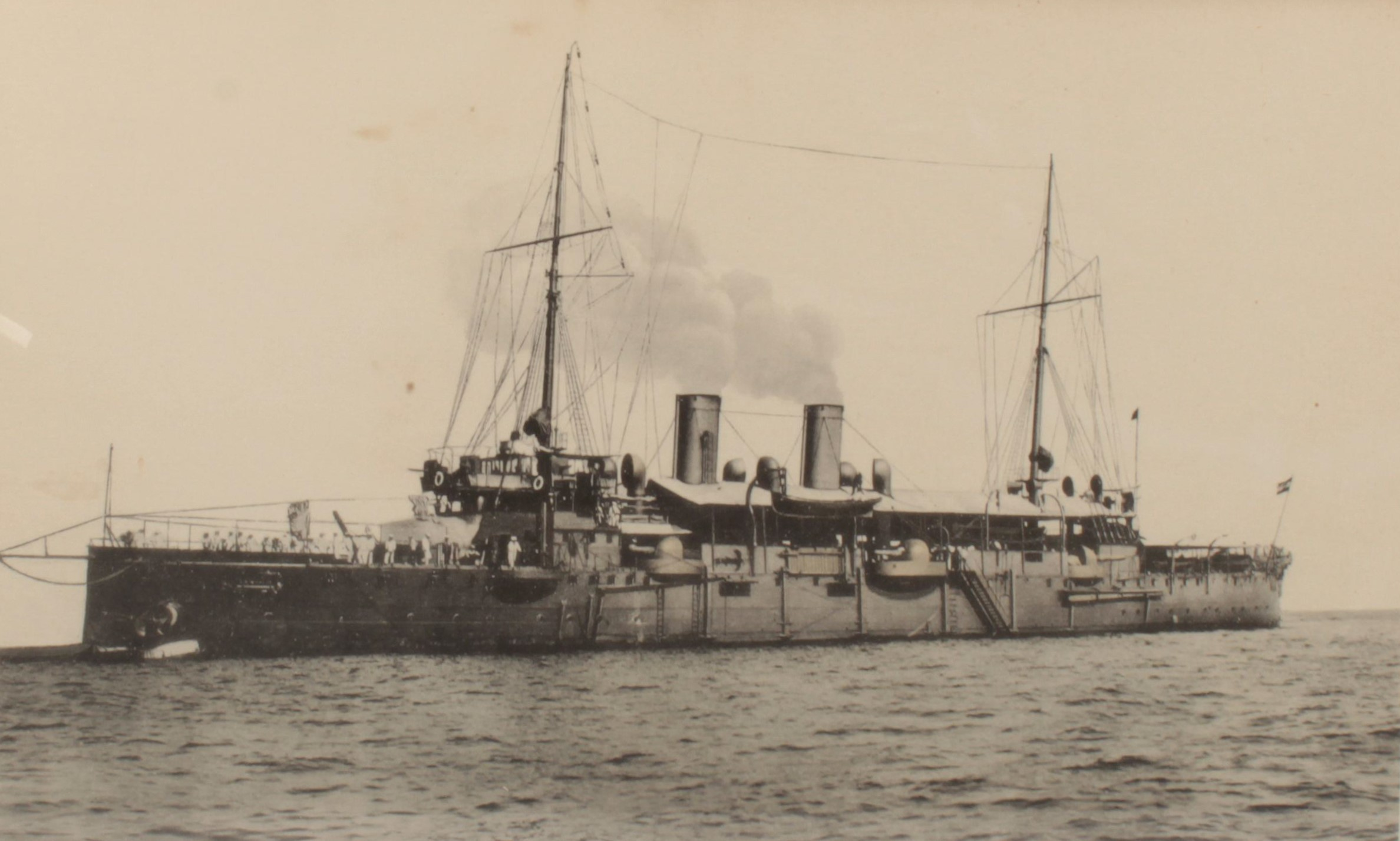
SMS Kaiserin Elisabeth

15 августа Японская империя предъявила ультиматум Германии, а 23 августа Япония объявила войну Германии. Поскольку Австро-Венгрия была союзником Германии, то она стала врагом Японии в Первой мировой войне.
В начале войны австро-венгерский броненосный крейсер SMS Kaiserin Elisabeth находился в водах восточной Азии под командованием капитана Рихарда Маковица. Австро-Венгрия не планировала вести войну против Японии, но никто в военно-морском министерстве в Вене всерьёз не верил в возможность того, что старый военный корабль сможет благополучно добраться до Европы. Включение его в состав Германской Восточно-Азиатской крейсерской эскадры под командованием вице-адмирала Максимилиана фон Шпее было невозможно, потому что австро-венгерский крейсер имел слишком низкую скорость.
В конце августа из Вены, наконец, поступил приказ о том, что крейсер должен быть разоружен в порту Циндао и что экипаж должен отправиться в Тяньзинь. Однако германский союзник настоял на том, что Австро-Венгрии следует принять участие в защите Циндао. Таким образом, около 330 австро-венгерских солдат присоединились к обороне. Японцы воздержались от крупной атаки с моря и высадили свои войска на берег в бухте примерно в 200 км к северу от Циндао. Это позволило японцам спокойно подготовить свои атакующие силы без помех со стороны противника.
Основная часть атакующих на суше состояла из 23 000 японских солдат 18-й дивизии под командованием генерал-лейтенанта Камио Мицуоми. С моря японские военные корабли, патрулировавшие залив Циндао с целью блокады, обстреляли укрепления Циндао. Кроме того, 1 500 британских солдат усилили японских нападавших. Наступление на Циндао началось 2 сентября 1914 года с обстрела из 142 орудий. Японские войска также использовали самолеты-разведчики. После успешного прорыва укреплений в начале ноября гарнизон Циндао капитулировал 7 ноября 1914 года. В ходе боевых действий австро-венгерская монархия потеряла 10 убитыми и 10 тяжелоранеными, а все остальные были взяты в плен. Австро-венгерские силы, которые участвовали в данном сражении, стали «самыми дальними» солдатами Габсбургской монархии.

## Первое временное жилье для военнопленных
У японских военных властей было мало опыта в создании и управлении лагерями для военнопленных. Таким образом, первоначально заключенных приходилось распределять между большими храмовыми комплексами, импровизированными общественными зданиями или бараками. Со временем были созданы специальные лагеря для военнопленных. Австро-венгерские солдаты не были размещены вместе в одном лагере, а были разделены между лагерями для военнопленных в Химэдзи, Кумамото, Сидзуока, Осака и Фукуока. Командир крейсера Рихард Маковиц был размещен в лагере Фукуока вместе с бывшим губернатором Циндао, капитаном Альфредом Майер-Вальдеком, а затем с сентября 1915 года был направлен в лагерь Нарасино.

## Список лагерей с австро-венгерскими военнопленными
- Лагерь Курумэ — один из крупнейших лагерей, где находилось 47 австро-венгров[4].
- Лагерь Ниносима — изолированный лагерь, где находилось 9 австро-венгров[4].
- Лагерь Аоногахара — лагерь, где находилось 230 австро-венгерских заключенных. Это число составляло около 80 процентов австро-венгров, интернированных в Японии. Отражая этнический состав Австро-Венгрии, заключенные Аоногахары представляли собой сложную мозаику этносов. Напряженность между ними легко усугублялась незначительными различиями в условиях жизни[4].
- Лагерь Нарасино[яп.] — образцовый лагерь, где находилось два австро-венгра[4].
- Лагерь Химэдзи — один из первых лагерей, где содержалось некоторое количество австро-венгров.
- Лагерь Бандо[англ.] — наиболее известный лагерь, где также содержалось некоторое количество австро-венгров.
- И другие.

## Распорядок дня
Лагерная жизнь протекала по четкому расписанию. В разных лагерях имелись различия в плане строгости и жесткости в соблюдении временного порядка. Это, в свою очередь, зависело от отношения начальства лагеря к заключенным. В зависимости от времени года и лагеря, пробуждение происходило между шестью и восемью часами утра, после чего люди тратили время на личную гигиену.
Через час после пробуждения проводилась перекличка японским офицером, который проверял присутствие по списку. Затем подавался завтрак, обычно чай с хлебом. Если у человека были деньги, он мог дополнить свой завтрак маслом, джемом, зерновым кофе и т. д. После завтрака заключенные были в основном предоставлены сами себе. Многие из заключенных лагеря использовали это время для изучения языков.
Только солдаты-срочники призывались выполнять работу в лагере, например, качать воду, чистить картофель, убирать лагерь и т. д. За кухней присматривали солдаты, которые добровольно вызвались это делать. Обед ели в казарменных помещениях ежедневно с 12:00 до 13:00 часов. В основном это были свинина, говядина, рыба и много риса — приготовленного в различных вариациях. Во второй половине дня была предусмотрена физическая активность; заключенным разрешалось ходить на экскурсии в окрестности под наблюдением военных и заниматься спортом во дворе лагеря.
Столовая также была открыта в течение нескольких часов во второй половине дня. Там заключенные лагеря могли купить всевозможные продукты питания и алкогольные напитки. Ужин подавался между 18:00 и 19:00 — в основном чай с хлебом. Иногда вечером подавали суп, картофельный салат или другие подобные блюда. В 21:00 была вечерняя перекличка — после этого рядовые ложились спать, и свет выключался. Унтер-офицерам разрешалось не спать до 22:00. После этого жизнь на территории лагеря должна была затихнуть, и все должны были оставаться в бараках. Покидать казарму ночью разрешалось только по крайней необходимости.

## Условия содержания
Японская сторона с большим уважением относилась к упорству и героизму противника, пленные офицеры смогли сохранить свое оружие. Военнопленные жили в хороших условиях, с ними обращались гуманно, они могли отмечать Рождество и другие свои праздники. Основными проблемами были скука и тоска по дому. Их питание было приемлемым, но у них не было доступа к типичной домашней кухне. Заключенные организовывали для себя различные мероприятия с согласия охранников. Австро-венгерских военнопленных регулярно посещали представители стран-покровительниц: вначале эту роль выполняли США, а затем, начиная с февраля 1917 года, эту роль выполняла Испания. Однако Испания была совершенно неэффективна в переговорах о предоставлении большей свободы австро-венгерским офицерам. Международный Красный Крест также участвовал в пересмотре условий жизни заключенных.
Пленным не приходилось заниматься принудительным трудом. Однако вынужденное бездействие и сам факт нахождения в тюрьме надоел им. Поэтому заключенные начали заниматься различными видам деятельности в лагерях: они разводили огороды и декоративные сады, занимались рукоделием и художественным творчеством. Проводились художественные выставки, создавались лагерные группы и организовывались театральные вечера. Была создана библиотека из книг, привезенных из Австрии.
Кроме того, они организовали себе учебные классы, на которых преподавались языки, естественные науки, сельское хозяйство, история, математика и др. Также преподавался японский язык. По этому поводу один заключенный сказал: «Мы старались научиться кое-чему из японского, а двое, австриец и венгр, даже учились на переводчика. Но если они думали, что зашли в этом далеко, то сильно заблуждались. Когда я спросил японца, который понимал немецкий, как наши переводчики справляются с японским, он быстро ответил: „У Венгра каждое слово неправильно, австриец вообще ничего не умеет!“».
Почтовая система имела проблемы — не хватало японских переводчиков для цензуры того количества почты, которое поступало к военнопленным и от них. Одному австрийскому офицеру не разрешили переписываться со своими ближайшими родственниками, которые были итальянцами, на том основании, что в военном министерстве не было итальянского переводчика.
Хотя жизнь в лагерях, за исключением лагеря Курумэ, была терпимой для военнопленных благодаря «гостеприимному и дружелюбному к немцам отношению» японских начальников лагерей, документально зафиксировано более десятка попыток побега. Несмотря на чужой язык и культуру, а также географическую изолированность Японии, некоторые заключенные — по тем или иным причинам — неоднократно пытались вырваться и вернуться домой. Когда сбежавших заключенных ловили, начальство лагеря назначало различные наказания. Они варьировались от дисциплинарных наказаний до тюремного заключения сроком на несколько лет. В дополнение к наказанию провинившегося, коменданты лагерей также применяли коллективные наказания, особенно почтовые запреты и блокирование писем.
Мемуары австро-венгерского офицера Адальберта Фрайгерра фон Куна, бывшего военнопленного, показывают взаимодействие в плену между пленными и их охранниками в расовом свете. Он считал, что японцы обращались с ними скорее как с детьми, чем как с людьми: если они ведут себя хорошо, то с ними хорошо и обращаются. Хотя офицер критиковал других, придерживавшихся стереотипных взглядов на «причудливую» Японию, его собственное мнение было также окрашено «жёлтой опасностью» и акцентом на бусидо. Поскольку немцы и австро-венгры, особенно офицеры, сдавались в плен без ранений, фон Кун считал, что они потеряли уважение японских солдат, и с ними обращались просто как со скотом. Хотя ему было очень горько от такого обращения, единственные серьезные претензии, которые он мог высказать, касались того, как японцы наказывали за попытки побега. Он даже отметил, что в Японии очень комфортно жить: благоприятный климат, море и горы. Единственная проблема, по мнению фон Куна, заключалась в том, что её населяла неправильная раса.

## Проблема этнического расслоения
Хотя большинство военнопленных в Японии были выходцами из Австрии, не все они были этническими немцами. Среди 300 австро-венгерских пленных более 40 % были не немецкого происхождения — итальянцы, хорваты, словенцы, сербы, боснийцы, чехи, словаки и румыны. Далеко не все военнопленные умели говорить по-немецки. Во время заключения между отдельными этническими группами часто возникала вражда.
Изначально добрые и товарищеские отношения между австро-венграми со временем в плену переросли во враждебность. Во время осады в 1914 году многонациональный экипаж военного корабля героически и самоотверженно сражался с общим врагом. Однако в плену эти дружеские отношения постепенно отдалились, а со временем переросли во вражду. Эта тенденция, помимо экипажа военного корабля, была характерна для всей монархии и армии. Подобно тому, как к концу войны моряки, принадлежащие к каждой национальности, отдалились друг от друга и стали врагами, так и к концу войны Австро-Венгерская империя и ее армия распались.
С самого начала плена их различное этническое происхождение стало постоянным источником напряженности и конфликтов. 13 итальянцев изолировали после ожесточенного столкновения в Химэдзи 22 июня 1915 года, вскоре после вступления Италии в войну против Австрии и Германии, что вызвало сильное напряжение между представителями разных наций, находившихся в Японии в то время. Газета «Кобе Юсин Ниппо» сообщила о столкновении между итальянцами и австро-венграми, объединившимися с немцами. Итальянцы, пишет газета, собирались в углу храма в Химэдзи, исполняя народные песни, а также национальный гимн. За это они были избиты до полусмерти 140 немецкими и австрийскими пленными. Японские власти быстро восстановили мир. Они немедленно разделили и перевели всех военнопленных предположительно итальянской национальности на отдельный армейский объект в Маругаме в префектуре Кагава. Этот инцидент не был единичным случаем и, вероятно, являлся выражением разнообразной структуры лагерного сообщества и менее выгодного положения маргинализированных этнических групп, таких как итальянцы, хорваты, боснийцы, сербы и словенцы.
Некоторые военнопленных досрочно освободили, как сторонников борьбы за независимость некоторых стран Австро-Венгрии. Это вызвало недовольство австрийцев и венгров, в результате чего они избили хорватов, боснийцев и словенцев. Последним пришлось искать помощи у охранников. Японцы посадили австрийцев и венгров, участвовавших в драке, в тюрьму, где они питались хлебом и водой 14 дней. Когда они были освобождены, в лагере их встретили с радушным приемом и угостили роскошным обедом.
К концу войны австро-венгерские мужчины, которые были репатриированы из русских лагерей для военнопленных после Октябрьской революции, возглавили восстания на своей родине. Новости о восстаниях в Австрии вызвали ожесточенную борьбу между предполагаемыми южными славянами и другими австро-венграми в японских лагерях.
Однако, австро-венгерские военнопленные в Японии в значительной степени сохраняли верность монархии, даже когда был шанс перейти на другую сторону. Например, когда чешский представитель в Токио Вацлав Немец предложил присоединить их к чехословацким легионам, менее трети (22 из 82) были готовы это сделать. Также, когда в 1917 году Италия пообещала освобождение для тех, кто проявит симпатию к её делу, только 13 человек сделали такой выбор. Большинство решило остаться в Японии. Представление о том, что многие солдаты Габсбургской монархии были нелояльными, было широко принято в историографии австро-венгерских военных действий, однако этот момент неверен в случае военнопленных в Японии.

## Репатриация
В условиях изменения политического порядка в Европе репатриация фактически представляла собой серьёзную проблему для японских властей. Вопрос о национальности пленных стал еще более сложным после окончания войны. Пленные перестали быть «австро-венграми» и стали хорватами, словенцами, поляками, венграми, сербами и т. д. Политическая ситуация на Балканах была неопределенной. Границы между новыми государствами, возникшими в результате мирной конференции в Париже, были не определены. Споры и напряженность достигали пика. Из-за этого невозможно было решить, кто является гражданином какого государства.
В попытке умиротворить напряженность среди заключенных японские власти взяли на себя роль арбитра. Власти часто предоставляли заключенным свободу выбора гражданства. Это, по-видимому, соответствовало японской официальной практике рассматривать гражданство отдельно от территории и предоставлять жителям свободу выбора места жительства за пределами уступленных территорий, что можно проследить по пятой статье симоносекского договора.
В разгар националистической напряженности среди различных групп пленных, такие государства, как Франция, Великобритания, Италия (а также, частично, Испания), были вовлечены в процесс репатриации. Главным интересом Японии было как можно скорее вывезти военнопленных из страны, что подчеркивалось во многих дипломатических нотах и в двусторонних соглашениях об освобождении пленных во время войны, например, с Италией. В случае с югославскими пленными право представлять их интересы претендовали одновременно несколько государств. Например, уже в 1917 году территориальные претензии Италии, изложенные в Лондонском соглашении 1915 года, были использованы в качестве обоснования для утверждения юрисдикции Италии над югославскими пленными. Однако Франция одержала верх над позицией Италии с окончанием войны.

### Итальянцы
Численность итальянских военнопленных составляла всего 28 лиц. Не все заключенные, которые были определены как итальянцы, действительно решили вернуться домой, получив итальянское гражданство. Для многих из них возвращение домой, вероятно, означало возвращение на фронт, и многие хотели этого избежать.
Итальянский заключенный Леоне Де Бьянки обратился к военному министру Японии от имени других своих заключенных соотечественников, чтобы, наконец, поскольку Италия и Япония стали союзниками, итальянские заключенные могли быть освобождены:
 «Имперское военное министерство, мы, непримиримые итальянцы, покорно пришли умолять уважаемое японское правительство не оставлять без внимания нашу просьбу о возвращении в Италию. Мы — сыновья Италии, которая также вступила в войну, чтобы освободить мир от тирании. Мы хотим вернуться, чтобы отдать всего себя нашей матери Италии и стоять среди наших братьев, сражающихся за честь, за славу, за цивилизацию, за очищение мира. Мы надеемся, что уважаемое японское правительство позволит нам сделать то, чего мы так жаждем, следуя примеру нашего союзника России, которая передала Италии более 1700 ирредентов-итальянцев. С уважением, от имени всех ирредентных итальянцев Маругаме».
Итальянское посольство в Токио узнало об инциденте в Химэдзи, когда австро-венгры напали на итальянцев, и начало длительные переговоры с Министерством иностранных дел Японии об освобождении пленных, заявивших о своей верности Италии. В ходе переговоров они попытались получить юрисдикцию над заключенными, которые были родом из областей, на которые Италия претендовала по Лондонскому договору, включая югославские регионы, такие как Истрия и Далмация. Однако поскольку японцы не являлись стороной договора, они разрешили освободить только тех пленных, которые согласились вступить в итальянскую армию и косвенно принять итальянское гражданство.
Тринадцать итальянцев (два хирурга и одиннадцать матросов) в апреле 1917 года перевезли в Бандо, где они провели последние три месяца перед отплытием в Италию. Они высадились в Марселе, пересекли границу в Вентимилье и были приняты в Бордигера. Во время их длительного содержания под стражей было зарегистрировано несколько инцидентов, например, случай с эльзасскими, лотарингскими и итальянскими заключенными, которых не хотели переходить из лагеря Маругаме в лагерь Бандо: они, лежа на земле, пели гимны Франции и Италии, угрожая покончить с собой. Их действия не имели серьезных последствий. За нескольких дней до освобождения итальянское меньшинство продолжало подвергаться ночным нападениям со стороны других заключенных, особенно немцев.
Газета «Кобе Симбун» от 24 июня 1917 года сообщила новость об их освобождении накануне. Италия и Япония являлись союзниками в войне и удерживать их дальше не было смысла.
Во время последней передачи некоторые итальянцы, движимые депрессией, пытались покончить жизнь самоубийством. Когда они наконец получили известие о своем долгожданном освобождении, все они радостно закричали, размахивая итальянским флагом. Вернувшись в Кобе, моряки репатриировались на французском пароходе «Marie Joseph».
После ухода тринадцати человек еще семь итальянцев остались в плену в Японии: Рихард Маковиц, командир крейсера, Франческо Мариккио, Чирилло Казапиккола из Гориции, Отто Тоффоло из Монфальконе, Антонио Риозе из Копера, Джузеппе Принчич из Приморска, Джорджио Бонифацио из Пирано. Кроме того, ещё семь заключенных объявили себя итальянцами в 1919 году: Космо Палласки из Задара; Игнаг Гец из Триеста; Иоганн Кусбол из Опатии; Роберт Малле из Мерано; и трое из Пулы — Юлиус Джакконе, Генрих Шацингер и Иоганн Старчич.
Франц Малалан, искусный вышивальщик, сделавший полотно с дизайном австро-венгерского крейсера, не объявил себя итальянцем и оставался в лагере Аоногахара как славянский гражданин до конца своего заключения (октябрь 1919 года). Кроме него, есть также несколько истринцев, которые объявили себя славянами в конце войны.

### Чехи и словаки
Некоторые моряки чешской или словацкой национальности пытались бежать из плена, чтобы присоединиться к одному из чехословацких легионов, организованных в странах Антанты. Многие из них подавали заявления о вступлении в легионы, в основном в России, которые были им ближе всего. Однако японские власти не одобряли эти запросы. Только после войны, весной 1919 года, морякам разрешили покинуть лагеря военнопленных и присоединиться к частям Чехословацкого легиона, расквартированным во Владивостоке. Затем они приняли участие в Гражданской войне в России.

### Южнославянские нации
Сообщения о югославских военнопленных в Японии уже ходили во время войны. Например, в феврале 1915 года словенская клерикальная газета опубликовала письмо хорватского моряка, заключенного в Химейдзи. Письмо датировано 26 декабря 1914 года и адресовано матери моряка. Свою жизнь в плену он описал так:
«О нашей жизни в неволе, я должен сказать, что мы не голодаем, и они держат нас в тепле. Единственная проблема в том, что у нас нет денег. Мы не можем свободно выходить на улицу; они сказали нам, что мы не можем выходить на улицу, пока японское военное министерство не разрешит. Утром мы просыпаемся в 7.45, умываемся и около 8 часов получаем чай с белым хлебом и сахаром. В 12 часов у нас еще один обед, обычно из одного блюда: гуляш, котлеты, рыба или что-то еще. Кроме того, мы получаем два куска хлеба. Ужин подается в 5 часов дня и также состоит из гуляша и риса. По сравнению с обедом мы получаем только четверть хлеба. Мы можем выпить немного чая, но на этот раз без сахара.
Целый день делать нечего. Мы можем постирать свою одежду и раз в восемь дней принять горячую ванну. Те, у кого есть материалы для чтения, читают, другие пишут или диктуют свои письма тем, кто умеет писать.
В общем, к нам относятся хорошо. Я даже немного прибавил в весе и чувствую себя здоровым, как никогда раньше. Мы регулярно получаем немецкие газеты из Китая. Они сообщают нам, что в этой войне Австрия преуспевает. Несколько дней назад они написали, что „Kaiserin Elisabeth“ была потоплена в Циндао со всем экипажем. Но это ложь! Да, было несколько погибших и раненых, но большинство из нас в безопасности на берегу здесь, в Японии».
Это письмо, вероятно, было одним из первых сообщений о югославских пленных в Японии, опубликованных на Балканах. Официально, однако, вопрос о пленных всплыл только к концу войны. В начале апреля 1919 года югославская делегация, участвовавшая в Парижской мирной конференции, предприняла первую попытку связаться с японским представительством. По данным сербской разведки, они разыскивали двух лейтенантов флота, Виктора Клобучара и Владимира Марияшевича. Предполагалось, что оба они находятся в плену где-то в Японии. Однако возникла проблема — японская сторона отказалась иметь дело с Королевством сербов, хорватов и словенцев, поскольку королевство ещё не было признано на международном уровне. Поэтому вскоре стало ясно, что попытки связаться с японской делегацией в Париже зашли в тупик, из-за чего Сербия обратилась к Франции и Великобритании с просьбой о посредничестве в переговорах с Японией.
Однако примерно в то же время в Токио вопрос о югославских пленных рассматривался под другим углом. Чешский военный представитель Вацлав Немец уже знал о югославских пленных и несколько раз встречался с ними. Он отвечал за представительство чехословацких легионов в Токио с ноября 1918 года. Хотя он имел статус военного атташе, он не был официальным дипломатическим представителем чехословацких властей в Японии. Поэтому японское правительство не поддерживало его усилия, поскольку он был не дипломатом из Министерства иностранных дел Чехословакии, а представителем чехословацких легионов на Дальнем Востоке.
Вацлав также был панславистом и заботился о югославах. 7 апреля 1919 года он написал конфиденциальное письмо в Министерство иностранных дел Японии, в котором предложил объединить югославов с чешскими военными частями в Сибири. По его информации, они содержались в двух лагерях в Японии, в Нарасино и в Аоногахаре. Прежде чем вступить в контакт с японской стороной, он связался со своим начальством во Владивостоке и попросил разрешения провести переговоры об их освобождении и переводе в Сибирь. Его просьба была удовлетворена, и он получил разрешение обратиться в МИД Японии.
С самого начала Вацлав делал все возможное, чтобы добиться наиболее благоприятных условий освобождения. Он был убежден, что с югославами следует обращаться на тех же условиях, что и с его товарищами из Чехословакии. Он также предложил, чтобы каждый человек подписал присягу, подтверждающую, что его выбор присоединиться к чешским боевым частям в Сибири был осознанным. Японские власти согласились, но у них было свое требование: в соответствии с установленным протоколом, они потребовали подписания обещаний, согласно которым пленные обещали воздержаться от участия в боевых действиях против японских войск. Когда было объявлено о чешской инициативе, в общей сложности только 22 югославских заключенных решили подписать соглашение: 6 в Нарасино и 16 в Аоногахаре.
Когда подготовка к освобождению югославов начала разворачиваться, вмешалась Франция и внезапно остановила передачу. Немец связался с французским послом в Токио и проинформировал его о новых событиях. На основании сербского запроса в Париже Франция официально брала на себя ответственность за югославских военнопленных в Японии. Немец был вынужден отозвать свое предложение. Он был разочарован и в тот же день написал конфиденциальное письмо своему контактному лицу в министерстве, в котором объяснил свое потрясение и беспокойство. Он рассказал, как пытался убедить французского посла, но у его предложения не было шансов. Французский посол объяснил свою позицию обязательством по международному праву и заявил, что, поскольку его правительство уже договорилось с сербской стороной, он обязан взять на себя официальное представительство югославов. В итоге Немец остался скептически настроенным к тому, что Франция действительно примет близко к сердцу интересы заключенных. В своих телеграммах он описывал свой личный опыт пребывания в российских лагерях для пленных и предостерегал японские власти от эскалации политической напряженности среди военнопленных.
Тем не менее, Франция была хорошо осведомлена о югославском присутствии в Японии. Уже в середине апреля 1919 года они попросили японские власти предоставить подробную информацию о 150 южнославянских моряках с судна «SMS Kaiserin Elisabeth», которые были интернированы в Японии с начала войны. Японские власти ответили положительно в середине мая и пообещали начать полное расследование, чтобы установить точное количество и местонахождение югославских пленных.
Тем временем Сербия также обратилась за помощью к Великобритании. Британский посол в Токио связался с заместителем министра Кидзуро Сидехара в Министерстве иностранных дел, который немедленно подтвердил, что в Япония находится около 80 моряков югославского происхождения. Поскольку французская сторона уже взяла на себя ответственность, Сидехара сообщил британцам, что Япония решила вести дело через французские власти и что конкретные детали, касающиеся освобождения заключенных, будут разработаны японским правительством в последующие месяцы.
К началу сентября 1919 года французское посольство в Токио составило подробный список всех югославских заключенных. Список был передан в японское министерство и включал 63 хорвата, 10 словенцев, 7 сербов и 3 боснийца. Словенцы были из разных частей страны: из Любляны прибыли Лепольд Войе, Антон Липовж, Алоиз Барич и Йосип Юрчич; из Целье — Антон Риоза и Алоиз Бршник; из Марибора — Иван Лесник; из Краня — Йосип Краль; из Випавы — Гашпер Месенел, а из Сежаны — Франц Малалан.
Французские дипломаты особенно стремились установить контакт с лейтенантом Виктором Клобучаром. Он был единственным южнославянским офицером среди пленных и впоследствии был назначен главным координатором и офицером связи по освобождению и передаче югославов французскому посольству. Японские военные власти предоставили ему свободный доступ в помещения для пленных, что облегчило связь.
После того, как японские власти получили список, они запросили дополнительную информацию. В частности, они попросили предоставить подробный маршрут плана репатриации. Французский посол в тот момент не располагал этими деталями, однако позже он подтвердил, что Сербия просила помощи у Великобритании в вопросах транспортировки. В итоге Великобритания не смогла предоставить адекватный транспорт, и Франции пришлось взять ответственность на себя. Им удалось найти корвет «Sphinx», курсировавший в Азии, который доставил пленных обратно в Европу. Были и другие сложности, в основном связанные с логистикой. Французские дипломаты жаловались, что японские власти действовали медленно и неорганизованно. Заключенные были разбросаны по всей стране, и власти не представляли, как собрать их в одном месте. К середине сентября 1919 года освобождение было окончательно оформлено, и французский консульский отдел предоставил все необходимые проездные документы. К концу месяца один заключенный, Антон Еловчич из Истрии, умер от туберкулеза. Он был похоронен на военном кладбище в Химэдзи.
Документы об освобождении были переданы военнопленным в начале октября 1919 года. Позже французское консульство проверило эти документы и выяснило, что все пленные, кроме Отто Тоффолы, который был обозначен как итальянский гражданин, выполняли необходимые условия для репатриации по французским каналам. Тоффола был позже, против своей воли, передан итальянским властям в Токио. После улаживания формальностей были определены сроки освобождения. Было решено, что заключенные будут собраны в двух отдельных местах, Нарасино и Аоногахара, а затем переведены в Кобе. Освобождение было завершено в начале декабря 1919 года, когда все заключенные поднялись на борт судна «Spynx» и отплыли на родину.

### Австрийцы и венгры
Австрийцы и венгры, как представители стран, вызвавших Первую мировую войну, дольше всех оставались интернированными в Японии. Они вернулись домой в 1920—1921 годах, за исключением Яноша Виты, который умер в 1916 году, и Михая Оноди, который умер в лагере Аоногахара в сентябре 1919 года, после войны.
Транспортировка австро-венгров началась во время рождественских праздников 1919 года. Для этой цели были доступны шесть транспортных судов: «Кифуку-мару», «Хофуку-мару», «Himalaya Maru», «Hudson Maru», «Умэ-мару» и «Нанкай-мару». На кораблях были установлены туалет и лазарет и другие необходимые удобства для военнопленных. Перед посадкой перед заключенными посланник швейцарского посольства зачитал сообщение: «От имени японского правительства я заявляю, что ваш плен в качестве военнопленных закончился в этот момент. Теперь вы свободны. Через несколько часов ваш корабль отплывет в этот самый день».
28 декабря 1919 года судно «Кифуку-мару» покинуло Кобе с 61 австрийцем, 70 венгров — военнопленными и двумя австрийскими гражданскими лицами. Была сделана короткая остановка в Циндао, где на борт погрузили домашние вещи некоторых немецких семей. 28 февраля 1920 года после 66 дней пути судно прибыло в Вильгельмсхафен на побережье Северного моря, где им был оказан радушный приём. Австрийцы и венгры продолжили свое путешествие на поезде через Бремен, Галле, Лейпциг, Регенсбург и Пассау в Австрию, куда бывшие члены Дунайской монархии прибыли 3 марта 1920 года. В каждом крупном немецком городе их встречали с торжеством.
Однако на родине экипаж столкнулся с отсутствием официального приема, оказался с «невежественной, апатичной публикой». Никакие ликующие толпы не ждали австрийцев и венгров на их родине. Военнопленные на Дальнем Востоке к тому времени были забыты в повседневном восприятии граждан, травмированных войной, а их будущее теперь было неопределённым.

## Последствия
Поскольку защитники Циндао в основном состояли из призванных резервистов, большинство из которых освоили гражданскую профессию, то они смогли с пользой практиковать эту профессию во время своего плена. Множество заключенных с различными профессиями производили товары и услуги, которые были малоизвестны или вовсе неизвестны в Японии. Поэтому данные специалисты были востребованы японским населением, и официальные органы в Токио также старались приобрести достижения ремесленников. Австро-венгерские мастера часто обучали японских мужчин и женщин неизвестным ремесленным техникам.
Среди германских военнопленных наиболее известен пример Карла Яна, который управлял мясной лавкой в лагере для военнопленных Нарасино, где он производил много видов колбас. В 1918 году мастер-мясник раскрыл секрет своей техники производства колбасы Министерству сельского хозяйства и торговли в Токио. Его техника преподавалась мясопереработчикам на курсах Научно-исследовательского института скотоводства и, таким образом, распространилась по всей Японии. Это главная причина, по которой лагерь военнопленных Нарасино считается «колыбелью» колбасы в Японии. Кроме того, мастера раскрыли технологию производства сгущенного молока, рецепты выпечки тортов и технику окрашивания. В марте 1916 года итальянец Бруно Пински представил проект с чертежами по использованию взрывчатого вещества, но японское правительство не стало его рассматривать.
Чрезвычайно гуманное обращение с военнопленными со стороны японских лагерных командиров и вежливость, проявленная к пленным гражданским населением, сделали плен терпимым. Таким образом, плен австро-венгерских, как и немецких солдат, в японских лагерях между 1914 и 1919 годами является образцом гуманного обращения с военнопленными. Военнопленные значительно сформировали образ Австрии, который был воспринят очень положительно в японском обществе. Это также заложило основу для очень хороших отношений между Японией и Австрией в межвоенный период. Итальянец Пьетро Зуллиани после освобождения сотрудничал в качестве шпиона с японским правительством.

## Другие случаи
Японцы также взаимодействовали с австро-венгерскими пленниками в других странах. Рудольф Гарашин, австро-венгерский военнопленный в России, в своих мемуарах написал следующее: «Во время очередного построения ко мне подошел японский офицер-артиллерист (Япония была союзницей России). Японец вытащил из моего вещмешка одеяло и сказал по-немецки, что мне оно все равно не понадобится. Затем он сунул мне в руку три рубля и как ни в чем не бывало удалился».

## Влияние на австрийско-венгерские границы
Франц Елошич был австро-венгерским военнопленным в Японии, где он учил японский язык. После войны был репатриирован в Австрию. Из-за раннего объявления войны Центральным державам Япония была одной из пяти ассоциированных главных держав договора на мирных переговорах в Париже. Во время этих переговоров Япония однозначно высказалась за аннексию Германской Западной Венгрии Австрией. В ходе выполнения мирного договора японская делегация также приняла участие в наблюдении за референдумом в Эденбурге. Полковник Генерального штаба Дзюхати Ямагути был назначен в Межсоюзническую комиссию по регулированию границ в качестве представителя Японии. Венгры в Австрии стали выступать за вхождению некоторых территорий в состав в Венгрии, а австрийцы пытались этому воспротивиться.
Во время короткого пребывания комиссии в Пернау к администратору округа Майрхоферу подошёл Франц Елошич и сделал необычное предложение. Он объяснил, что хотел бы передать японскому делегату обращение на японском языке и в нем попросить, чтобы долина Пинка осталась в составе Австрии. Администратор района сразу же признал пропагандистскую ценность этого необычного предложения, но попросил Елошича провести выступление только в Санкт-Катрейне, чьё население однозначно проголосовало за Австрию. Таким образом он хотел помешать венграм узнать о месте проживания Елошича и впоследствии принять против него репрессивные меры. Елошич подошел к автомобилю японского делегата и начал свое обращение на японском языке. Полковник Ямагути сначала растерялся, но впоследствии был очень доволен услышать родной язык. Даже позже, когда комиссия собиралась в гостинице для обсуждения, он часто выходил из здания, чтобы поговорить с Елошичем. Когда комиссия готовилась к отъезду, японец сказал на прощание, что, наверное, никогда в жизни не забудет этого события. Этот эпизод много значил для окружного администратора, поскольку он, вероятно, справедливо полагал, что переговоры между Елошичем и японцами имели очень положительный эффект для австрийского дела.
Пернау, родная деревня Франца Елошича, действительно первоначально вошла в состав Австрии, но в начале 1923 года была передана Венгрии вместе с другими муниципалитетами в обмен на Луизинг. Полковник Ямагути, в этом случае также предпочел вхождение в состав Венгрии, возможно, потому что не знал точного места происхождения своего собеседника Елошича. Надежды Франца Елошича в конечном итоге не оправдались. Тем не менее, случай стал крайне необычным, что «бургенландский хорват» со своим знанием японского языка смог произвести такое впечатление на комиссию.

## Исследование и историография
В Австрии не было признано всеобъемлющей потребности в исследованиях — этой темой занимались только сотрудники Государственного архива. Результатом этого стала выставка Государственного архива в сотрудничестве с городом Оно и Университетом Кобе в 2008 году о лагере военнопленных Аоногахара.
В Японии преобладает изучение опыта немецких военнопленных, который сильно идеализируется. Следовательно, опыт меньшинств, связанный с военнопленными из других стран, обычно игнорируется. Из-за небольшого количества австро-венгерских военнопленных их часто рассматривают как часть немецких военнопленных в Японии. В этом заметное отличие, например, от ситуации с исследованиями о пленных в России, где исследования склонны опираться на многонациональный характер населения военнопленных, а не игнорировать его. Военнопленные в японских лагерях во время Первой мировой войны составляют отдельную тему исследований в отдельных японских университетах и других учреждениях, где активно идёт их переоценка. Крупный центр исследований Дунайской монархии находится в Университете Кобе, где преподает профессор Оцуру Ацуси; помимо прочего, он занимается исследованием судьбы военнопленных из бывшей Дунайской монархии.
В Италии очень мало известно о итальянских военнопленных в Японии из-за их малочисленности — около 28 человек.
В Венгрии считалось, что матрос Евгений Видеркер погиб в плену, но как оказалось, он прибыл в Вильгельмсхафен 28 февраля 1920 года на японском корабле «Кифуку-мару».